# Стоппі

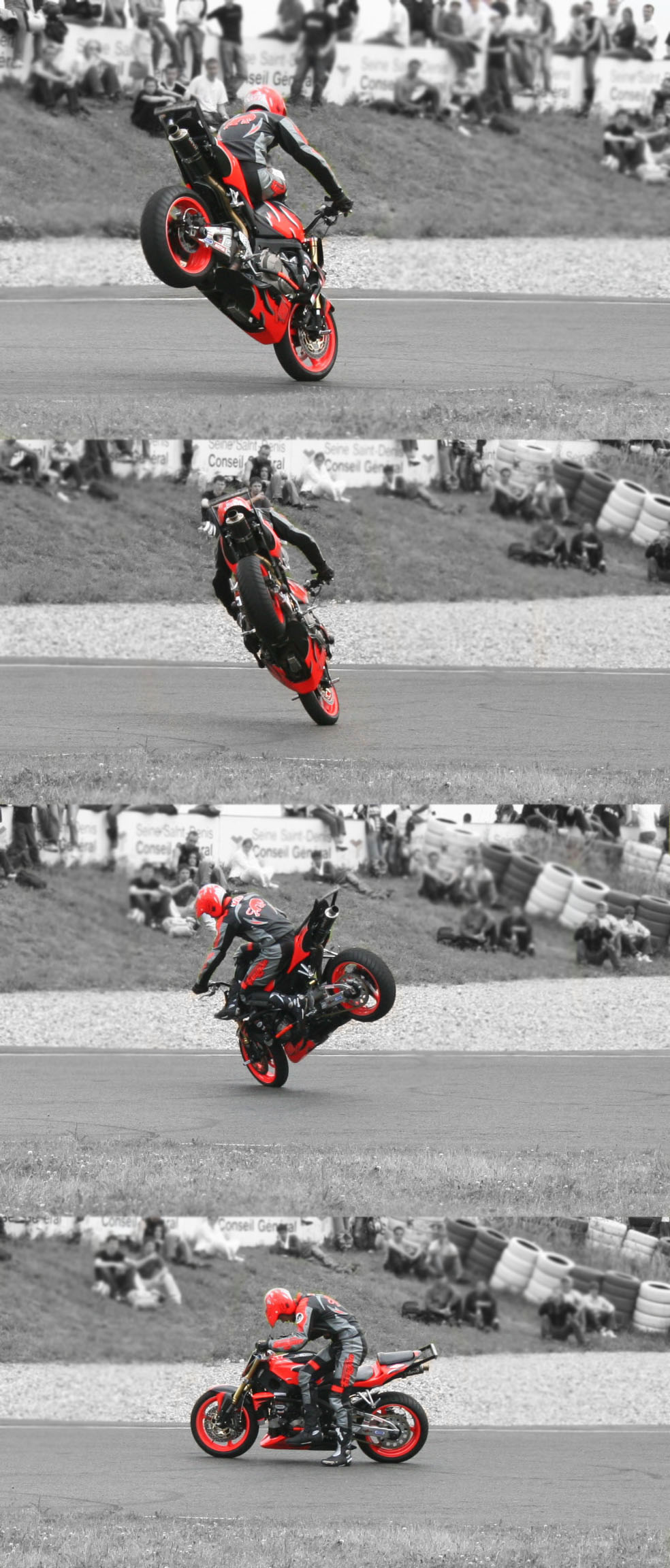
Стоппі 180, виконане Duke (чемпіон Франції) під час Stunt Bike Show, на гоночному треці Carole

Стоппі — це мото- та вело- трюк, при якому піднімається заднє колесо, а мотоцикл/велосипед їде на передньому колесі, при ретельному застосованні гальмування. Його також називають endo, або рідше — переднє вілі.